# Monte Urano
Monte Urano (parfois écrit Monturano) est une commune italienne d'environ 8 090 habitants, située dans la province de Fermo, dans la région Marches, en Italie centrale.

## Administration[2]
| Période                                  | Période      | Identité           | Étiquette                | Qualité |
| ---------------------------------------- | ------------ | ------------------ | ------------------------ | ------- |
| 5 février 1988                           | 14 juin 2004 | Umberto Marconi    | Parti communiste italien | Maire   |
| 14 juin 2004                             | 26 mai 2014  | Francesco Giacinti | Centre gauche            | Maire   |
| 26 mai 2014                              | en cours     | Moira Canigola     | Centre gauche            | Maire   |
| Les données manquantes sont à compléter. |              |                    |                          |         |

### Communes limitrophes
Fermo, Montegranaro, Sant'Elpidio a Mare, Torre San Patrizio